# Luciocephalus aura
Luciocephalus aura är en fiskart som beskrevs av Tan och Ng 2005. Luciocephalus aura ingår i släktet Luciocephalus och familjen Osphronemidae. Inga underarter finns listade i Catalogue of Life.